# Virginia Slims of Philadelphia 1971
Il Virginia Slims of Philadelphia 1971 è stato un torneo femminile di tennis giocato sul cemento indoor. È stata la 1ª edizione del torneo, che fa parte del Virginia Slims Circuit 1971. Si è giocato al Philadelphia Spectrum di Filadelfia, negli USA dal 9 al 14 febbraio 1971.

## Campionesse

### Singolare
Rosemary Casals ha battuto in finale  Françoise Dürr con il punteggio di 6–3, 3–6, 6–2

### Doppio
Rosemary Casals /  Billie Jean King hanno vinto il torneo per walkover